# Casa de los Mayans
La casa de los Mayans, también llamada casa de Gregorio Mayans o del "Quinto Misterio", es un edificio residencial que se sitúa en la calle mayor de Oliva (provincia de Valencia), que fue construida en el siglo XVIII y que en la actualidad es un centro cultural.

## Descripción
Se trata de un edificio en esquina, de tres plantas, la baja, la noble y cambra, que presenta una puerta en arco de medio punto con dovelas, en cuya parte superior está representado el escudo de los Mayans a cada lado se sitúan ventanas. Los huecos se repiten verticalmente en cada uno de los pisos, y así en la planta noble encontramos tres ventanales rectangulares con balcones, y tres ventanas de menores dimensiones en la cambra. Cuenta con dos crujías paralelas de profundidad en planta y la fábrica es de ladrillo, vigas y viguetas de madera, en la puerta de acceso se utiliza la piedra.